# Pohanská brána (opera)
Pohanská brána (v německém originále Das Heidentor) je opera o jednom dějství s mezihrou českoněmeckého továrníka a skladatele Maxe (von) Oberleithnera na libreto Bruna Hardta-Wardena a Ignaze Michaela Welleminského. Poprvé byla uvedena 1. července 1920 na scéně National-Kabarett v Moravské Ostravě.

## Vznik a historie díla
Pohanská brána je poslední uvedená opera Maxe Oberleithnera. Libreto k Pohanské bráně napsali Oberleithnerovi vídeňští operní a operetní libretisté a písňoví textaři Bruno Hardt-Warden (1883–1954) a Ignaz Michael Welleminsky (1882–1942). S těmi Oberleithner spolupracoval dlouhodobě: napsali pro něj již libreta k operám La Vallière (1914), Železný spasitel (1914) a Caecilie (1919). Příběh je typickým příkladem napodobení italského verismu, u hlavního motivu – otec zabije omylem svou dceru místo jejího svůdce – kritika poukazovala i na podobnost s Verdiho Rigolettem. Hudba stejně jako u jiných Oberleithnerových oper je romanticky přístupná; jejím nejvýraznějším úsekem je lidová píseň hrdiny Marca, která se v průběhu děje několikrát vrací jako významové i hudební téma.
V provozně obtížných dobách po konci první světové války a rozpadu Rakouska-Uherska nezadal Oberleithner tuto operu etablovanému divadlu. Spíše pro ni shromáždil trojici vhodných interpretů: byli to Julie Geltnerová ze Berlínské státní opery (později členka vídeňské Lidové opery), Josef Manowarda z Vídeňské státní opery a Mario (Willy) Sembro z milánské La Scaly.
Premiéru opery uspořádal nezvykle (německý) Národní kabaret v Moravské Ostravě. Pohanská brána tam tvořila součást večerního programu – spolu se dvěma komickými aktovkami a dalšími varietními čísly – součást programu od 1. do 13. července 1920 a následně se hrála na zájezdech (např. 29. července v Novém Jičíně, zmiňovány jsou i Brno a skladatelův rodný Šumperk).
Nejvýznamnější však bylo vídeňské uvedení v divadle Carltheater, poprvé dne 19. listopadu 1920. Premiéra opery byla součástí slavnostního večera ve prospěch Prázdninového fondu divadelníků, spolu s komediální aktovkou Hermanna Sudermanna Lichtbänder a hudebně-taneční akademií.
Jen k vídeňskému uvedení se také zachovaly obšírnější zprávy v tisku. Celkové hodnocení nebylo příznivé ke slovům ani k hudbě. Podle listu Illustriertes Wiener Extrablatt se libreto vyznačovalo „prastarou teatrálností“. Podle listu Neues Wiener Tagblatt „…na katastrofy bohatý střih děje vykoumaného Bruno Wardenem a J. M. Welleminskym ukazuje, že záměrem byla senzačnost“. V hudbě týž list nachází „výbojný charakter“ a „ne vždy vybíravé motivy“. Illustriertes Wiener Extrablatt psal, že Oberleithner „napsal líbivou hudbu. Pracuje soustavně se starými osvědčenými prostředky; jen tu a tam zablýskne světélko novější harmonie. Nečetné motivy, na nichž je opera vystavěna, mají málo síly a výrazu.“ Pochválil však prostou Marcovu píseň, hlavní téma opery, v níž je chorvatského lokálního koloritu dosahováno napodobením zvuku tambury zvukem smyčcových nástrojů hrajících pizzicato. Celkové hodnocení novin Neues Wiener Tagblatt bylo, že Pohanská brána „pro umělecký vývoj skladatele znamená stěží více než průchod školou mladoitalského verismu, nebo možná prostě vychází ze záměru také jednou onomu všespásnému duchu varieté posloužit nějakým zhudebněným skečem“.
Celkově příznivé přijetí u obecenstva tisk připisoval jednak výkonům protagonistů, ale i Oberleithnerovu „zpěvnému vedení hlasů, které sice nevykazuje žádné velké linie, ale umožňuje pěvcům plné rozvinutí jejich orgánu“ (Illustriertes Wiener Extrablatt).
Pohanská brána se hrála i v bezprostředně následujícím období; ještě roku 1928 o ní sám Oberleithner hovoří jako „časté hrané“. V květnu roku 1921 byla představena v Praze, a to ve varieté Sanssouci v Opletalově ulici. Z původního obsazení zůstala jen představitelka Zlaty Julie Gelterová, tentokrát však přijel dirigovat sám Oberleithner (v případě inscenací v Ostravě a ve Vídni je sice zmiňováno, že byl přítomen, dirigoval však někdo jiný). V tisku byla již rovnou inzerována jako „operní skeč“.
S nějakým odstupem oživla tato opera ve vídeňském rozhlase, 11. dubna 1929 byla dávána společně s Oberleitherovou starší jednoaktovou Afrodita z roku 1912. Vkus publika se však v meziválečné době posunul a Oberleithnerova hudba, a především veristický námět, mu už neodpovídaly.

## Osoby a první obsazení
| osoba                             | hlasový obor  | premiéra (1. července 1920)            | vídeňská premiéra (19. listopadu 1920) | pražská premiéra (21. května 1921) |
| --------------------------------- | ------------- | -------------------------------------- | -------------------------------------- | ---------------------------------- |
| Nicola Turcovic, pán na Orahovici | bas           | Josef (von) Manowarda                  | Josef (von) Manowarda                  | Georg Schmieter                    |
| Zlata, jeho dcera                 | soprán        | Julie Gelter (Gelner, Juliane Geltner) | Julie Gelter                           | Julie Gelter                       |
| Marco, nevolník                   | lyrický tenor | Willy (Mario) Sembro                   | Willy (Mario) Sembro                   | Max Löffler                        |
| Němý Janez                        | němá role     | …                                      | …                                      | …                                  |
| Nikolovo služebnictvo (němé role) |               |                                        |                                        |                                    |
| Dirigent:                         | Dirigent:     | ?                                      | Hans Otto Voigt                        | Max Oberleithner                   |

## Děj opery
(Odehrává se ve starém Chorvatsku – ve vsi Orahovica – za doby nevolnictví. Scéna představuje polorozpadlou zeď z pohanských časů s velkou novější bránou.)
Mladý nevolník Marco vyřezává do historické památky známé jako „Pohanská brána“ srdce a zpívá si lidovou píseň o tom, jak najde a dostane svou milou, i kdyby mu v tom tisíckrát bránila (Ei, du Mädchen, meine Seele). Pozoruje ho přitom obecní blb, němý Janez. Když se Janez srdce dotkne, Marco ho násilně povalí, nadává mu a vyhrožuje. Janez peláší pryč a posunky naznačuje záměr pomstít se.
Na schůzku s Marcem přichází Zlata, dcera místního feudálního pána Nicoly Turcovice, v bohatě zdobeném kroji. Strachuje se, protože má podezření, že jej otec tuší pravdu o Zlatině nedovolené lásce k Marcovi, pouhému nevolníkovi a Nicolovu poddanému. Zlata hořekuje nad tím, že jejich láska nemá žádnou naději, ale Marco ji utěšuje a vykresluje idylický obraz budoucnosti. Když ho Zlata políbí, spadne ze zdi cihla. Shodil ji sice Janez, který dostaveníčko Zlaty a Marca z úkrytu sleduje, jenže Zlata se bojí zlého znamení – ostatně Pohanská brána je opředena pověstmi a každý se jí raději vyhýbá (což je i důvod, proč ji Marco zvolil k tajným milostným schůzkám). Marco ji opět uklidňuje.
Tu ale Janez přivádí Nicolu a jeho služebníky. Nicola spatří Zlatu a Marca, jak se líbají. Marco se pokusí o útěk. Nicola Zlatě vyčítá, co udělala, a když se Zlata bez uzardění přiznává k lásce k Marcovi, zuří a zavrhuje ji. Jeho služebníci mezitím dostihli Marca a přivádějí ho. Marco ví, že mu hrozí smrt, ale je vzdorný a Nicola přikazuje připoutat ho na Pohanskou bránu; tam bude viset, dokud nezemře hladem. Zlata na kolenou prosí otce, aby Marcův život ušetřil, ale marně. Marco je uvázán a Nicola nařizuje uvrhnout Zlatu do věže; ostatní včetně němého Janeze zve do hospody.
Přivázaný Marco má halucinaci (mezihra): brána se otevře a pod kvetoucí třešní si Zlata a Marco slibují věčnou lásku.
Setmělo se. Marco visí bezvládně na bráně. Zlata uprosila starého strážce vězení, aby ji propustil. Odvazuje a křísí Marca a chce s ním uprchnout, dokud jsou otec a celá ves v krčmě. Jenže je slyšet hlas opilého Nicoly. Zlata přinutí Marca k útěku a sama zaujme v šeru Marcovu pozici u brány. Nicola přišel, aby ze soucitu zkrátil Marcovo utrpení tím, že ho zabije. Střelí tedy po postavě, ale mrtva padne Zlata. Zdáli zazní Marcova píseň, zatímco Nicola vzlyká nad tělem své dcery.